# Košařiska
Košařiska är en ort i Tjeckien. Den ligger i den östra delen av landet, 300 km öster om huvudstaden Prag. Košařiska ligger 473 meter över havet och antalet invånare är 384.
Terrängen runt Košařiska är kuperad. Runt Košařiska är det tätbefolkat, med 369 invånare per kvadratkilometer. Närmaste större samhälle är Třinec, 9,9 km norr om Košařiska. Omgivningarna runt Košařiska är en mosaik av jordbruksmark och naturlig växtlighet.